# Fulmarus
Fulmarus är ett släkte inom familjen liror (Procellariidae) i ordningen stormfåglar (Procellariiformes). Det förekommer idag två arter inom släktet som är utpräglade pelagiska: stormfågel (Fulmarus glacialis) och sydstormfågel (F. glacialoides). Det finns två förhistoriska arter beskrivna fossila fynd från Kalifornien: Fulmarus miocaenus från mellersta miocen, och Fulmarus hammeri från sen miocen.

## Kännetecken

### Utseende
Precis som alla arter inom ordningen stormfåglar har arterna inom detta släkte karakteristiska en rörformig näsöppning på ovansidan av näbben. Bakom pannan sitter en körtel som koncentrerar saltet ur det havsvatten som fågeln dricker och detta saltkoncentrat rinner sedan ut ur de rörformiga näsöppningen som en tår från näbben. Men dessa rörformiga näsborrar är också en viktig anatomisk del för arternas luktsinne. Deras luktsinne gör att de kan lokalisera föda till havs men kanske även sina häckningskolonier.

### Levnadssätt
Stormfåglarna är skickliga glidflygare och utnyttjar två olika tekniker, nämligen dynamisk glidflykt och glidflykt på uppåtvindar  som bildas på vågornas lovartsidor. Ju mer det blåser, desto kraftigare uppåtvindar vilket gör att fågeln kan glidflyga på läsidan av vågen.

### Häckning
Arterna inom familjen är inte bara filopatriska utan de återvänder även till samma plats, bohåla och territorium för att häcka, häckning efter häckning. De finns exempelvis observationer av ett stormfågelpar som häckat tillsammans på samma plats i 25 år.

## Namn
Släktets vetenskapliga namn Fulmarus kommer från fornnordiska fūlmār vilket betyder "ful mås" och hänsyftar antagligen på dess vana att spruta stinkande magolja på predatorer eller människor som kommer för nära.

## Bildgalleri

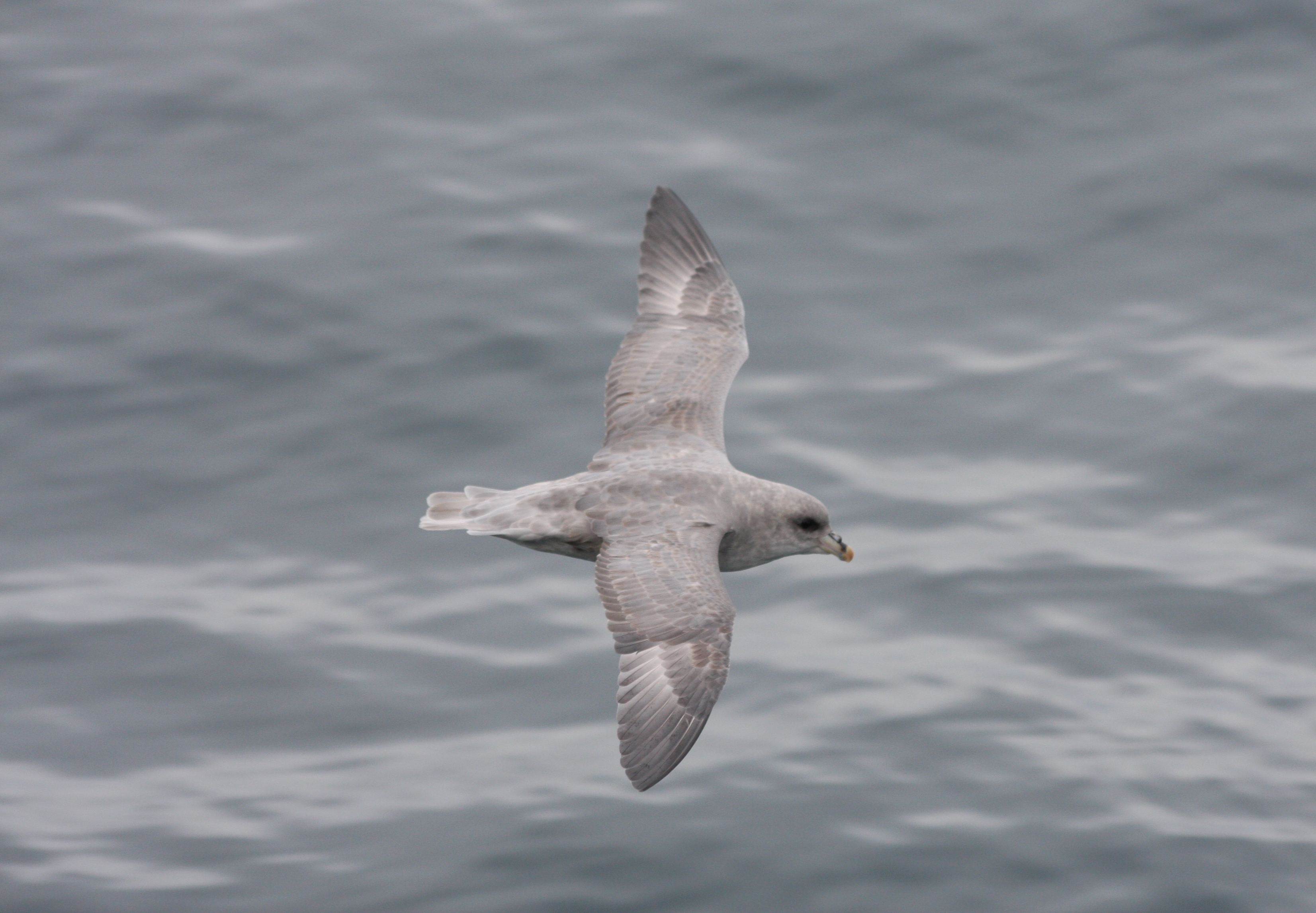
Mörk morf av stormfågel.
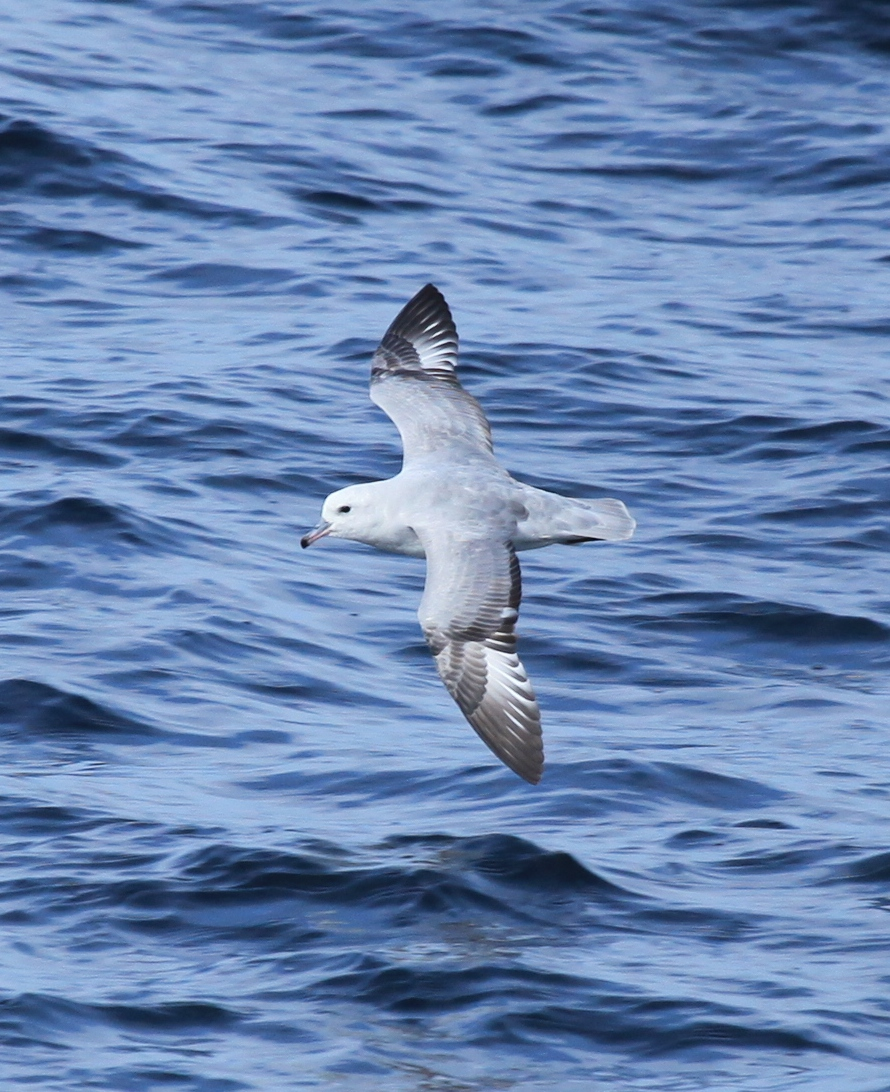
Sydstormfågel.
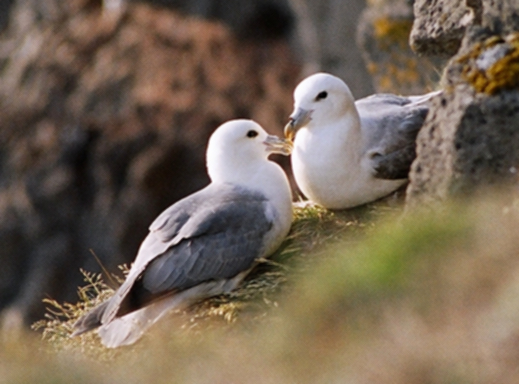
Ett par av stormfåglar på häckningsplatsen.